# Essex Fells
Essex Fells es una borough ubicada en el condado de Essex en el estado estadounidense de Nueva Jersey. En el año 2010 tenía una población de 2.113 habitantes y una densidad poblacional de 571,08 personas por km².

## Geografía
Essex Fells se encuentra ubicado en las coordenadas 40°49′39″N 74°16′51″O / 40.82750, -74.28083.

## Demografía
Según la Oficina del Censo en 2000 los ingresos medios por hogar en la localidad eran de $148,173 y los ingresos medios por familia eran $175,000. Los hombres tenían unos ingresos medios de $100,000 frente a los $52,266 para las mujeres. La renta per cápita para la localidad era de $77,434. Alrededor del 1.1% de la población estaba por debajo del umbral de pobreza.